# فرانسیس ولدون
فرانسیس ولدون (انگلیسی: Francis Weldon; ۲ اوت ۱۹۱۳ – ۲۱ سپتامبر ۱۹۹۳) سوارکار اهل بریتانیا بود.